# Callistopopillia lurida
Callistopopillia lurida är en skalbaggsart som beskrevs av Gilbert John Arrow 1917. Callistopopillia lurida ingår i släktet Callistopopillia och familjen Rutelidae. Inga underarter finns listade.